# 孔佩塔
孔佩塔，是西班牙安达卢西亚自治区马拉加省的一个市镇，距离太阳海岸18公里，距省首府马拉加54公里。孔佩塔位于特赫达山脉的最高峰马罗马峰山脚下，海拔638米，人口分布在阿尔米哈拉山的南坡。
总面积54平方公里，总人口3,832人（2011年），人口密度70人/平方公里。其居民在文化和民族都体现出多样化，许多居民来自欧洲其他国家，如英国，德国，丹麦，荷兰和挪威。
孔佩塔的守护神是圣巴斯弟盎。在七月的最后一个周末，孔佩塔举办集市迎来自己的守护神。每年的8月15日（圣母蒙召升天日），孔佩塔举办酒之夜，这是一个政府举办的节日以吸引游客。
从马拉加机场到孔佩塔需要驾车1小时，开始是高速公路，到内陆是维护良好的山区公路。